# Canthon denticulatus
Canthon denticulatus är en skalbaggsart som beskrevs av Schmidt 1922. Canthon denticulatus ingår i släktet Canthon och familjen bladhorningar. Inga underarter finns listade.